# Vallon de La Thuile
Le vallon de La Thuile est une vallée latérale du Valdigne, dans la haute Vallée d'Aoste.

## Géographie
Il commence au col du Petit-Saint-Bernard, et son débouché se trouve à Pré-Saint-Didier. Il a été creusé par la Doire du Verney, qui alimente le lac du même nom.
Il prend son nom du village de La Thuile, qui se trouve au milieu, juste avant une cluse appelée gouffre du Verney où se trouvent des sources d'eau thermale et des variétés de boue aux multiples vertus curatives qui alimentent les thermes de Pré-Saint-Didier.
Juste avant le gouffre, la Doire du Verney reçoit les eaux de la Doire du Rutor, le torrent qui descend de la tête du Ruitor du même nom (3 486 mètres d'altitude).

## Sommets
- Tête du Ruitor - 3 486 m
- Mont Paramont - 3 301 m
- Mont Berrio Blanc - 3 258 m
- Grand Assaly - 3 174 m
- Lancebranlette - 2 937 m

## Tourisme
Dans ce vallon, sur la route pour le Ruitor, se trouve le refuge Albert Deffeyes.
Le vallon de La Thuile est traversé par la Haute Route n°2.